# Coptodisca powellella
Coptodisca powellella is een vlinder uit de familie van de Heliozelidae. De wetenschappelijke naam van de soort is voor het eerst geldig gepubliceerd in 1971 door Opler.